# Forrest Gump (película)
Forrest Gump es una película cómico-dramática estadounidense, estrenada en 1994. Basada en la novela homónima del escritor Winston Groom y dirigida por Robert Zemeckis, la protagonizan Tom Hanks, Robin Wright, Gary Sinise y Sally Field. La historia describe varias décadas de la vida de Forrest Gump, un nativo de Alabama que sufre una leve discapacidad intelectual; esto no le impide ser testigo privilegiado, y en algunos casos actor decisivo, de muchos de los momentos más transcendentales de la historia de los Estados Unidos en la segunda mitad del siglo XX, específicamente entre 1945 y 1982.
La película difiere sustancialmente de la novela en que se basa, entre otras cosas, en la propia personalidad del protagonista y en las diversas circunstancias en las que se ve envuelto. El rodaje se realizó en 1993, principalmente en los estados norteamericanos de Georgia, Carolina del Norte y Carolina del Sur. Se usaron numerosos efectos visuales para integrar al protagonista en imágenes históricas reales y recrear otras escenas. En la banda sonora, la película incluye numerosas canciones propias de cada época que en ella se retratan, una recopilación musical que, en su salida comercial como álbum, fue todo un éxito gracias a los ocho millones de ejemplares vendidos en todo el mundo.
Estrenada el 6 de julio de 1994, Forrest Gump recibió alabanzas de la crítica especializada y fue un gran éxito de público, pues se convirtió en la película más taquillera del año en Estados Unidos después del El rey león, y recaudó en todo el mundo 677 millones de dólares. La película se hizo acreedora de los premios Óscar a mejor película, mejor director (Robert Zemeckis), mejor actor (Tom Hanks), mejor guion adaptado, mejores efectos especiales y mejor montaje. Obtuvo, asimismo, los Globo de Oro, los People's Choice y los Young Artist. En 2011 la Biblioteca del Congreso de Estados Unidos seleccionó Forrest Gump para ser preservada en el National Film Registry por ser «cultural, histórica o estéticamente significante».

## Argumento
Mientras espera sentado en una parada de autobús, Forrest Gump comienza a relatar la historia de su vida a diversos extraños que se sientan junto a él. Su narración comienza por la infancia, cuando tuvo que llevar unos aparatos ortopédicos en las piernas, que provocaron el acoso y la burla de otros niños. Él vivía con su madre en una casa en el campo en la que alquilaban habitaciones. Allí Forrest enseñó a uno de los huéspedes, un joven Elvis Presley, a bailar de una forma peculiar que luego este haría mundialmente famosa. En el bus escolar durante su primer día de clase Forrest conoce a Jenny, de la que se enamora inmediatamente y de la que se hace su mejor amigo. También en su infancia Forrest descubre que es capaz de correr muy rápido, una habilidad que impresiona al entrenador de fútbol americano Bear Bryant y que le permite ingresar, a pesar de su leve retraso mental, en la Universidad de Alabama. Allí es testigo de la Parada en la Puerta de la Escuela que protagonizó George Wallace en 1963. En esa época también es seleccionado por el equipo All-America de fútbol y conoce en persona en la Casa Blanca al presidente John F. Kennedy.
Tras graduarse en la universidad, Forrest se alista en el ejército de los Estados Unidos, donde se hace íntimo amigo de Benjamin Buford «Bubba» Blue, un afroamericano con el que acuerda probar suerte en un futuro en el negocio de la pesca de gambas. Ambos son enviados a la guerra de Vietnam y estando allí Forrest se da cuenta de que Jenny aparece en una edición de la revista erótica Playboy. Cuando su pelotón cae en una emboscada, Forrest consigue salvar, gracias a su veloz carrera, a numerosos compañeros, entre ellos a su teniente Dan Taylor, pero no puede evitar la muerte de su amigo Bubba. El propio Forrest resulta herido en la acción en el que le condecoran con el Corazón Púrpura, pero su valentía es reconocida con la Medalla de Honor, que le entrega en persona el presidente Lyndon B. Johnson. Mientras permanece en el hospital recuperándose de su herida de guerra, Gump vuelve a encontrarse con el teniente Dan, quien ha perdido ambas piernas y está furioso con él por haberlo salvado en lugar de dejarlo afrontar su destino: morir en el campo de batalla al igual que todos sus antepasados. En Washington D. C., Forrest se ve inmerso en una enorme manifestación pacifista en el National Mall y allí se reúne con Jenny, que entonces forma parte del movimiento contracultural Hippie. Ambos pasan la noche caminando por la capital, pero a la mañana siguiente ella se marcha junto a su novio.
En esa época Forrest descubre su gran habilidad en la práctica del tenis de mesa y comienza a jugar para el equipo del ejército de los Estados Unidos, con el que acaba compitiendo contra el equipo chino durante una gira de buena voluntad al país asiático. Vuelve a visitar la Casa Blanca, donde conoce al presidente Richard Nixon. Alojado después en el hotel Watergate, una noche Forrest ayuda sin proponérselo a exponer el escándalo Watergate. Gracias a sus ya entonces numerosas hazañas, Gump es invitado a un famoso programa de televisión, en el que coincide con John Lennon, y a la salida del cual vuelve a toparse con su antiguo teniente Dan Taylor, que ahora vive de la pensión del gobierno. Dan desprecia los planes de Forrest para comenzar en el negocio de la pesca de gambas y de forma burlona le promete que será su primer oficial en el barco si llega a tener éxito en esa empresa.

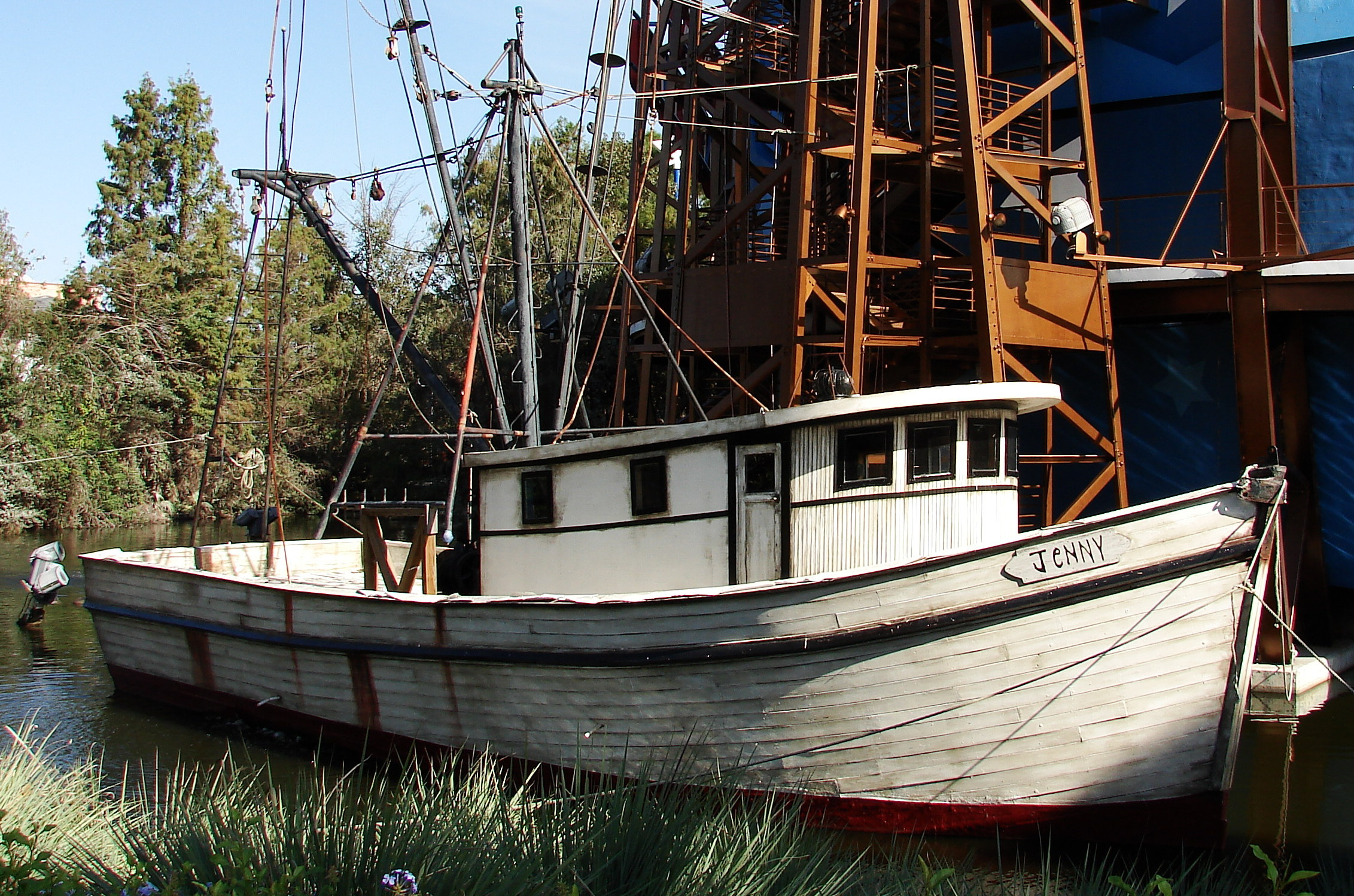
El barco pesquero Jenny, en la actualidad amarrado junto al restaurante Planet Hollywood de Lake Buena Vista (Florida).

Empleando el dinero que ganó jugando al tenis de mesa, Forrest compra un barco pesquero que bautiza con el nombre de Jenny y comienza así a cumplir la promesa que le hizo a su amigo Bubba, muerto en Vietnam. El minusválido Dan también cumple su promesa y se presenta para ayudar a Forrest en el negocio. Al principio no tienen ninguna suerte en la pesca de gambas, pero gracias a los devastadores efectos del huracán Carmen, que destruye toda la flota pesquera competidora del barco de Forrest, la Bubba Gump Shrimp Company obtiene unas ganancias enormes. Dan finalmente le da las gracias a Gump por haberlo salvado de la muerte en la guerra. Entonces Forrest regresa a casa para cuidar de su madre enferma, que muere de cáncer poco después. El negocio pesquero había quedado en manos del teniente Dan, quien acertadamente invierte las ganancias en acciones de la compañía informática Apple y los convierte a ambos en millonarios.
Jenny regresa a visitar a Forrest y se queda un tiempo con él, circunstancia que este aprovecha para pedirle matrimonio. Ella se niega y acaba por marcharse una mañana, antes de que él despierte. Angustiado, Gump decide comenzar a correr y lo que al principio solo iban a ser unos kilómetros acaba por convertirse en una larguísima maratón de costa a costa del país que dura tres años, en el transcurso de la cual se convierte en una celebridad y atrae numerosos seguidores. Un día detiene súbitamente su carrera y decide regresar a casa. Allí recibe una carta de Jenny en la que le pide que se reúna con ella, lo que lo lleva a la parada de autobús en la que lo vemos al principio de la película. Ya en casa de Jenny, ella le revela que tienen un hijo en común, también llamado Forrest, y que está enferma de un virus desconocido. Ella le propone matrimonio y él acepta. Los tres regresan a la casa de Forrest en Alabama y organizan una boda pequeña a la cual asiste el teniente Dan, ya comprometido y con piernas nuevas de aleación de titanio. Jenny y Forrest contraen matrimonio, pero ella muere poco después. En la última escena de la película, Forrest y su hijo esperan en la parada del autobús escolar en el primer día de escuela del chico. Mientras se aleja el autobús, Forrest padre se sienta en el mismo tocón de árbol en que lo hizo su madre el primer día que él fue al colegio y se queda mirando el vuelo de una pluma, la misma que aparece al principio.

## Reparto
- Tom Hanks como Forrest Gump. De niño le detectaron un cociente intelectual inferior a 75, pero su carácter entrañable y la gran devoción que profesa a su madre y a su deber en la vida le llevarán a numerosas e interesantes experiencias vitales. Durante su vida conoce a numerosos personajes importantes y se ve inmerso en acontecimientos históricos destacados. La primera elección de los responsables de la película para este papel fue el actor John Travolta, quien años después ha llegado a admitir que no aceptarlo fue un error.[2] Para el rol también se consideró a Bill Murray.[3] Hanks ha revelado que aceptó participar después de pasar hora y media leyendo el guion.[4] En principio su idea era dotar a Forrest de un acento del sur de los Estados Unidos, pero el director Robert Zemeckis acabó convenciéndolo para que hablara con el fuerte acento que se describe en el libro. Asimismo, Hanks puso como condición para trabajar en la película que esta fuera muy exacta en el retrato histórico. El Forrest niño fue interpretado por Michael Conner Humphreys, un actor que hablaba con un particular acento que Hanks afirma que llegó a imitar en el habla del Forrest adulto.[4]

- Robin Wright como Jenny Curran. Amiga de la infancia y gran amor de Forrest durante toda su vida. Sufrió abusos sexuales por parte de su padre siendo niña y llevó una vida totalmente distinta a la de Forrest, una existencia autodestructiva en la que pasó por el movimiento hippie de los años 1960 y la drogadicción en los 70 y 80. Acaba trabajando de camarera en Savannah, Georgia, donde vive en un apartamento junto con su hijo. Finalmente se casa con Forrest, pero muere poco después de contraer matrimonio víctima de un virus desconocido. Hanna Hall interpreta a la Jenny niña.

- Gary Sinise como el teniente Dan Taylor. Líder del pelotón de Forrest y Bubba en la guerra de Vietnam, todos sus ancestros murieron en combate de forma heroica. Tras perder sus piernas por las heridas sufridas en una emboscada del Vietcong, en un principio le reprocha a Forrest haberle salvado la vida y cae en una gran depresión. Tiempo después se unirá a Gump en su barco de pesca de gambas, cuyo éxito le devolverá las ganas de vivir y finalmente da las gracias a Forrest por rescatarlo en la guerra. Al final de la película lo vemos comprometido y con unas modernas piernas ortopédicas de Titanio que le permiten caminar de nuevo.

- Mykelti Williamson como Benjamin Buford «Bubba» Blue. El mejor amigo de Forrest en el ejército, suya es la idea de montar una compañía de pesca de gambas. Muere en Vietnam, pero Gump y el teniente Dan ponen en marcha la empresa, que lleva su nombre, con enorme éxito. Su madre recibe las ganancias que le habrían pertenecido a él y así saca de la pobreza a toda su familia. Williamson hubo de utilizar durante todo el rodaje una prótesis labial para crear el protuberante labio inferior de Bubba.[5] El papel también se ofreció a los actores David Alan Grier, Ice Cube y Dave Chappelle, pero todos lo rechazaron.[3][6] Este último opinó que la película iba a ser un fracaso, pero acabó admitiendo que fue un error no aceptarlo.[3]

- Sally Field como la Sra. Gump. Madre de Forrest, cría a su hijo en solitario después de que el padre los abandone a ambos. Field dijo sobre el carácter de esta madre: «Es una mujer que ama a su hijo incondicionalmente… Muchos de sus diálogos con su hijo suenan como consignas, que es lo que ella quiere».[7]

- Haley Joel Osment como Forrest Gump Jr. Hijo de Forrest y Jenny. Osment resultó el niño elegido después de que el director de casting lo viera en un anuncio de Pizza Hut.[8]

- Peter Dobson como Elvis Presley. Huésped de la casa de Forrest. Aunque no aparece en los créditos, su voz es la del actor Kurt Russell.[9]

- Dick Cavett como él mismo. Cavett se interpreta a sí mismo en los años 70, maquillado para rejuvenecer varias décadas. Es así el único personaje conocido que hace un cameo en la película sin recurrir a imágenes de archivo.

- Sam Anderson como el director Hancock. Director del colegio de Forrest.

- Geoffrey Blake como Wesley. El abusivo novio de Jenny.

- Siobhan Fallon Hogan como Dorothy Harris. Conductora del autobús escolar en el que se montan tanto Forrest padre como Forrest hijo.

- Sonny Shroyer como el entrenador Paul «Bear» Bryant. Entrenador de fútbol americano de Forrest en la universidad de Alabama.

- Grand L. Bush, Conor Kennelly y Teddy Lane Jr. como los Panteras Negras. Miembros de una organización que protesta contra la guerra de Vietnam, contra el presidente Lyndon B. Johnson y contra el racismo.

## Producción

### Guion
La película se basa en la novela homónima de Winston Groom publicada en 1986. Ambas se centran en Forrest Gump, pero la película recrea esencialmente los primeros once capítulos del libro para luego saltar hacia el final de la novela, a la creación de la compañía pesquera Bubba Gump y el encuentro entre padre e hijo. Además de omitir algunas partes de la novela de Groom, la película añade algunas situaciones a la vida de Forrest que no aparecen en el libro, como los aparatos ortopédicos que lleva en las piernas siendo niño o su larga maratón de tres años a lo largo de Estados Unidos. La personalidad y el carácter de Forrest no son iguales en la película y en el libro, pues en el segundo Gump es un autista muy culto que mientras está en la universidad suspende en manualidades y gimnasia pero recibe excelentes calificaciones en física, unas clases a las que le apunta su entrenador con la finalidad de que satisfaga los requerimientos de la universidad. En la novela Gump también es astronauta, luchador profesional y ajedrecista, pero nada de esto aparece en la película. En cuanto a la elección de director, los productores ofrecieron el puesto de realizador a dos cineastas antes de escoger a Robert Zemeckis: Terry Gilliam no aceptó y Barry Sonnenfeld declinó para dirigir en su lugar La familia Addams: la tradición continúa.

### Rodaje

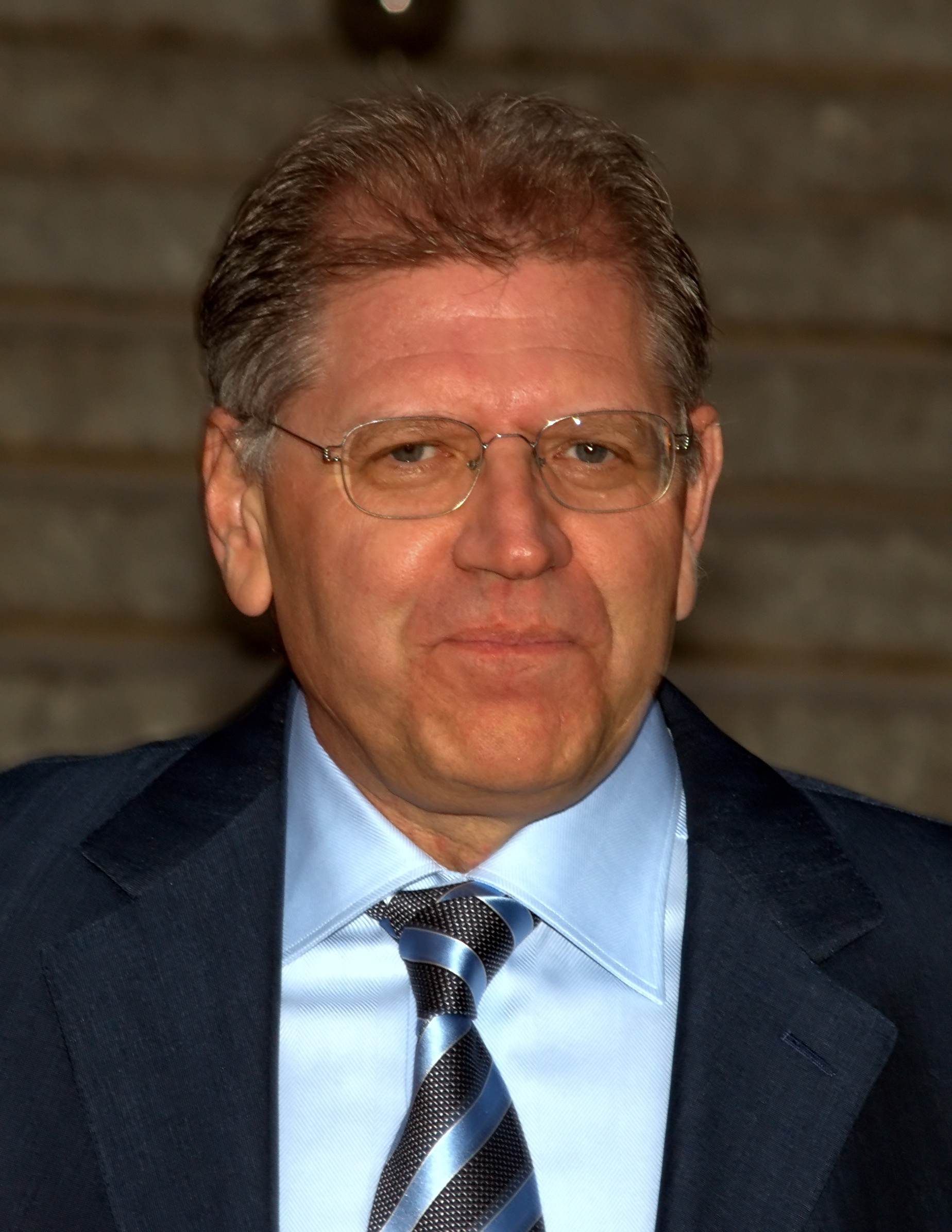
Robert Zemeckis, director de la película.

El rodaje de Forrest Gump dio comienzo en agosto de 1993 y terminó cuatro meses después, en diciembre del mismo año. Aunque la mayor parte de la película se desarrolla en Alabama, el rodaje tuvo lugar esencialmente en Beaufort, Carolina del Sur, así como en algunas zonas costeras de Virginia y Carolina del Norte. La escena de Forrest corriendo por la selva vietnamita mientras escapa del fuego del Vietcong se rodó en la isla Fripp, Carolina del Sur. Otras escenas se recrearon en la casa Biltmore en Asheville y a lo largo de la Blue Ridge Parkway, cerca de Boone, ambos en Carolina del Norte. Otro lugar de rodaje, la carretera que cruza el área protegida de la montaña Grandfather en Carolina del Norte, tiene en la actualidad un tramo que se llama «curva Forrest Gump». La casa familiar de los Gump y el hogar de infancia de Jenny se construyeron cerca del río Combahee, en las inmediaciones de Yemassee, Carolina del Sur. Muy cerca de allí se filmaron también algunas escenas de Vietnam, para cuya recreación hubo que plantar veinte palmeras. También cabe destacar que la parada de autobús en la que Forrest Gump cuenta su historia está en la plaza Chippewa de Savannah, Georgia. En los alrededores de esta ciudad también se rodaron algunas escenas: en el puente Houlihan de Port Wentworth y en la calle West Bay de la propia Savannah. Por su parte, la mayoría de las escenas del campus universitario se filmaron en la Universidad del Sur de California en Los Ángeles.

### Efectos visuales
Los numerosos efectos visuales de la película son obra de Ken Ralston y su equipo de Industrial Light & Magic. El uso de técnicas de animación por ordenador hizo posible insertar a Forrest Gump en imágenes de archivo junto a personajes históricos ya desaparecidos, a los que incluso llega a estrechar la mano. Para conseguirlo se filmó primero a Tom Hanks delante de fondos azules en los que situaban unos marcadores de referencia que luego ayudaban a alinear al actor en el sitio adecuado dentro de las imágenes de archivo. Las voces de los personajes históricos se grabaron aparte con actores de doblaje, pero para conseguir la sincronía de labios en los nuevos diálogos hubo que modificar digitalmente los movimientos de las bocas de las figuras históricas.
En una de las escenas de la guerra de Vietnam, Forrest arrastra a Bubba para alejarlo de un inminente ataque con bombas de napalm. Para conseguir la escena primero unos especialistas compusieron los movimientos y luego se filmó a Hanks corriendo con Williamson a la espalda, este último colgado de un cable para facilitar la carrera de Hanks cargando con su peso. Después se filmó la explosión en el mismo lugar, tras lo cual se unieron digitalmente ambas tomas. Los aviones bombarderos y las bombas de napalm también se añadieron digitalmente.
Las piernas amputadas del teniente Dan también se consiguieron con técnicas digitales, un efecto que se logró envolviendo sus piernas con una tela azul, un color que luego facilitaba la tarea de eliminar las extremidades seccionadas fotograma a fotograma. Cuando el teniente Dan aparece en silla de ruedas, el actor está sentado sobre sus propias piernas.
La escena en la que Forrest interviene en la gran manifestación pacifista en el National Mall de Washington y se encuentra con Jenny también necesitó de efectos especiales para recrear una concentración de muchos miles de personas. Se usaron 1500 extras durante dos días de filmación. En cada toma, el grupo de extras se trasladaba a un cuadrante diferente hasta completar todo el espacio. Después, con la ayuda de ordenadores, se unieron todas esas tomas y se creó la impresión de estar viendo una multitud de varios cientos de miles de personas.

### Banda sonora
El 6 de julio de 1994 se puso a la venta la recopilación de los 32 temas musicales que suenan durante el filme. Con la excepción de la suite original que compuso Alan Silvestri para la película, todas las canciones ya se habían estrenado años o décadas antes y eran temas muy conocidos y representativos de las diversas épocas que se retratan en la película. Así, en la selección hay temas de Elvis Presley, Fleetwood Mac, Creedence Clearwater Revival, Aretha Franklin, Lynyrd Skynyrd, Three Dog Night, The Byrds, The Doors, Jimi Hendrix, The Mamas & the Papas, The Doobie Brothers, Simon & Garfunkel, Bob Seger, Buffalo Springfield o Michael McDonald entre otros. El productor musical Joel Sill afirmó que con esta recopilación «quisimos tener material muy reconocible que subrayara las distintas épocas, aunque no queríamos que interfiriera con lo que estaba sucediendo cinematográficamente». El álbum compuesto por dos discos contiene una variedad de música desde los años 50 a los 80, toda de músicos estadounidenses. Según Sills, ello fue una petición de Robert Zemeckis: «Todo el material es norteamericano. Bob (Zemeckis) insistió en ello. Pensó que Forrest no compraría nada que no fuera estadounidense».
La banda sonora llegó a estar en el segundo lugar de la clasificación de la revista Billboard, se vendieron doce millones de copias y es uno de los álbumes musicales más vendidos en los Estados Unidos. La banda sonora original de la película fue compuesta y dirigida por Alan Silvestri, habitual colaborador musical de Zemeckis, y estrenada el 2 de agosto de 1994.

### Doblaje al español
Para conseguir la película en español se realizaron dos doblajes: uno para la distribución en España y otro para Hispanoamérica. En el primer caso, el proceso se llevó a cabo en el estudio Sonoblok en la ciudad española de Barcelona. El reparto quedó conformado por Jordi Brau (como Forrest Gump), Vicky Peña (Jenny Curran), Pere Molina (Dan Taylor), Alfonso Vallés (para «Buba» Blue), Concha García Valero (en el rol de la madre de Forrest, la Sra. Gump), David Jenner (Forrest Gump de joven), Sergio Zamora (Elvis Presley), Salvador Vives (Dick Cavett), Ricky Coello (como el director Hancock), Albero Mieza (Wesley), María Dolores Gispert (Dorothy Harris), Juan Carlos Gustems (en el papel del entrenador Paul Bryant) y Antonio Lara (para la voz de «Pantera Negra»).
Por su parte, en la versión hispanoamericana, grabada en la localidad estadounidense de Los Ángeles, el elenco principal de voces quedó conformado por Leonardo Araujo (para el doblaje de Forrest Gump), Angelines Santana (para Jenny Curran), Roberto Colucci (Dan Taylor), Rocío Robledo (Sra. Gump), Álex Araujo (para la voz de Forrest cuando era pequeño), Jorge García (Dick Cavett), Juan Cuadra (como el director Hancock), Víctor Mares Jr. (Wesley) y finalmente Yvette González (en el rol de Dorothy Harris).

## Recepción

### Crítica

#### Anglosajona y de otros países
Forrest Gump ha recibido en general muy buenas críticas. La página web compiladora de críticas Rotten Tomatoes muestra que el 71 % de un total de 106 opiniones sobre el filme son positivas y que la nota media otorgada es un 7,5 sobre 10. En el sitio web Metacritic, que utiliza un sistema de unidad tipificada, la película de Zemeckis obtiene una calificación favorable de 82 sobre 100 sobre la base de las opiniones de los principales críticos.
Muchos críticos elogiaron la original historia del filme. En los Estados Unidos, el prestigioso Roger Ebert, del periódico Chicago Sun-Times, escribió en su día: «No me he encontrado a nadie como Forrest Gump en ninguna película anterior, de hecho no había visto un filme como Forrest Gump. Cualquier intento de describirlo tendrá el riesgo de hacer que la película parezca más convencional de lo que en realidad es, pero lo voy a intentar. Es una comedia, creo. O quizá un drama. O un sueño… El guion de Eric Roth tiene la complejidad de una ficción moderna… La actuación de Hanks es un equilibrio impresionante entre la comedia y la tristeza, en una historia rica en humor y verdades silenciosas… es una película mágica». Todd McCarthy de Variety escribió que la película «ha sido bien trabajada a todos los niveles y logra la difícil hazaña de ser un íntimo e incluso delicado cuento dotado de un toque ligero sobre un telón de fondo épico». El experto en ciencias políticas Joe Paskett cree que esta película es «una de las mejores de todos los tiempos». Por otra parte, Forrest Gump no gustó a varios críticos importantes. Anthony Lane de The New Yorker la calificó como «Tibia, prudente e infernalmente aburrida». Owen Gleiberman de Entertainment Weekly dijo que el filme «reduce el tumulto de las últimas décadas a un parque temático de realidad virtual: una versión baby boom de Disney's America». Pauline Kael simplemente dice de la película que «la odié profundamente».
En el diario británico The Guardian, Dereck Malcolm informó de que «ni los que estaban relacionados con el filme tenían la más remota idea del éxito que estaba esperando esta extraña parábola, que lanza a un sabio idiota en la historia reciente de los Estados Unidos, y se convierte en un héroe americano de pleno derecho». Igualmente del Reino Unido, en el sitio web Moviefarm.co.uk la crítica Naomi Barnwell simplemente remarca que «... la historia es, nada menos, que encantadora».
La crítica se manifestó de forma variada sobre el protagonista. Gump ha sido comparado con diversos personajes ficticios o reales como Huckleberry Finn, Bill Clinton o Ronald Reagan. Peter Chomo afirma que Forrest actúa como un «mediador social y como un agente redentor en tiempos de división». Peter Travers de Rolling Stone describió a Gump como «todo lo que admiramos en el carácter americano: honesto, leal, valiente,...». Janet Maslin, de The New York Times, dijo en su crítica que Gump es «autocomplaciente en su bendita ignorancia… la encarnación de absolutamente nada». Marc Vincenti del Palo Alto Weekly llamó al personaje «una marioneta lamentable a la que le estalla el pastel de la vida en la cara, pero que se queda pensativo lamiéndose sus dedos».
El filme suele polarizar las opiniones de los espectadores, y como se afirmaba en el 2004 en la revista Entertainment Weekly, «casi una década después de que amasara dinero y Oscars, la oda de Robert Zemeckis al siglo XX de los Estados Unidos todavía representa una de las líneas más claramente marcada en la arena del cine. La mitad de la gente la ve como una pieza de melodrama pop, mientras que todos los demás se entusiasman tanto como si fuera una caja de bombones».

#### Hispanoamericana y española
En el territorio ibérico, Adrián Massanet de la web Blogdecine.com, tacha a la película como «superficial y ultraconservadora». Sin embargo, tuvo una crítica bastante positiva en general. Ángel Fernández-Santos del diario El País dijo que «Tom Hanks convierte en almíbar lo más amargo de la historia de Estados Unidos», además de aclarar que «la película Forrest Gump ofrece un buen uso realista de la fantasía electrónica». También hay que destacar que en el sitio web de Fotogramas.es la calificaron con apenas 3 estrellas de 5 posibles pero los críticos de esa web añadieron que «consiguió llamar la atención con su aplastante sentido común en contraste con la profunda crisis de valores de la sociedad».

### Comercial
Producida con un presupuesto de 55 millones de dólares, Forrest Gump se estrenó de inicio en mil quinientas noventa y cinco salas de cine en Estados Unidos y obtuvo una recaudación de más de 24 millones de dólares en su primer fin de semana. El consultor del negocio cinematográfico y guionista Jeffrey Hilton sugirió, tras el visionado de la película en un pase preliminar, a Wendy Finerman, productora del filme, que duplicara el presupuesto destinada a la promoción de la película. Y así se hizo de inmediato siguiendo su consejo. La película se colocó en el primer puesto de la lista de las películas más taquilleras del fin de semana de su estreno, con una breve diferencia sobre El Rey León, que ya llevaba un mes en cartel, y no abandonó ese puesto durante diez semanas. Estuvo en los cines más de diez meses y recaudó, solo en Estados Unidos y Canadá, 329,7 millones de dólares, una cifra que la situó en el cuarto lugar de la lista de las películas más taquilleras de la historia del cine, solo por detrás de grandes éxitos como E.T., el extraterrestre, Star Wars: Episode IV - A New Hope y Parque Jurásico.
Forrest Gump sobrepasó los 250 millones en ingresos en 66 días y fue la película de Paramount Pictures que más rápido sobrepasó las barreras de los 100, 200 y 300 millones en taquilla. Fuera de Norteamérica, la película de Zemeckis recaudó otros 347,7 millones, lo que hizo ascender sus ganancias en todo el mundo hasta los 677,4 millones de dólares. A pesar de estos enormes ingresos, el filme fue conocido como un «exitoso fracaso» por culpa de las altas cuotas que se llevaron los distribuidores y exhibidores, que hicieron perder a Paramount 62 millones y convencieron a sus ejecutivos de la necesidad de acordar repartos menos desfavorecedores.
| País                                                                          | Fecha de estreno                 |
| ----------------------------------------------------------------------------- | -------------------------------- |
| Alemania                                                                      | jueves 13 de octubre de 1994     |
| Argentina                                                                     | jueves 6 de octubre de 1994      |
| Australia                                                                     | jueves 17 de noviembre de 1994   |
| Austria                                                                       | viernes 14 de octubre de 1994    |
| Bélgica                                                                       | miércoles 5 de octubre de 1994   |
| Belice · Costa Rica · El Salvador · Guatemala · Honduras · Nicaragua · Panamá | viernes 14 de octubre de 1994    |
| Brasil                                                                        | viernes 7 de octubre de 1994     |
| Bulgaria                                                                      | viernes 13 de enero de 1995      |
| Chile                                                                         | jueves 3 de noviembre de 1994    |
| Chipre                                                                        | viernes 25 de noviembre de 1994  |
| Colombia                                                                      | jueves 17 de noviembre de 1994   |
| Corea del Sur                                                                 | sábado 15 de octubre de 1994     |
| Croacia                                                                       | jueves 12 de enero de 1995       |
| Dinamarca                                                                     | viernes 7 de octubre de 1994     |
| Ecuador                                                                       | miércoles 19 de octubre de 1994  |
| Egipto                                                                        | lunes 17 de abril de 1995        |
| Eslovenia                                                                     | jueves 3 de noviembre de 1994    |
| España                                                                        | viernes 23 de septiembre de 1994 |
| Estados Unidos · Canadá                                                       | miércoles 6 de julio de 1994     |
| Estonia                                                                       | viernes 27 de enero de 1995      |
| Filipinas                                                                     | miércoles 26 de octubre de 1994  |
| Finlandia                                                                     | viernes 7 de octubre de 1994     |
| Francia                                                                       | miércoles 5 de octubre de 1994   |

| País                         | Fecha de estreno                  |
| ---------------------------- | --------------------------------- |
| Grecia                       | viernes 10 de febrero de 1995     |
| Hong Kong                    | jueves 15 de diciembre de 1994    |
| Hungría                      | jueves 8 de diciembre de 1994     |
| India                        | jueves 24 de noviembre de 1994    |
| Indonesia                    | martes 14 de marzo de 1995        |
| Israel                       | viernes 30 de septiembre de 1994  |
| Italia                       | jueves 20 de octubre de 1994      |
| Japón                        | sábado 11 de febrero de 1995      |
| Líbano                       | viernes 25 de noviembre de 1994   |
| Malasia                      | jueves 16 de marzo de 1995        |
| México                       | viernes 14 de octubre de 1994     |
| Noruega                      | viernes 30 de septiembre de 1994  |
| Nueva Zelanda                | viernes 28 de octubre de 1994     |
| Países Bajos                 | jueves 22 de septiembre de 1994   |
| Perú                         | viernes 21 de octubre de 1994     |
| Polonia                      | viernes 4 de noviembre de 1994    |
| Portugal                     | viernes 28 de octubre de 1994     |
| Reino Unido Irlanda          | viernes 7 de octubre de 1994      |
| República Checa · Eslovaquia | jueves 20 de octubre de 1994      |
| República Dominicana         | jueves 27 de octubre de 1994      |
| Rumania                      | viernes 24 de febrero de 1995     |
| Singapur                     | jueves 13 de octubre de 1994      |
| Sudáfrica                    | viernes 7 de octubre de 1994      |
| Suecia                       | viernes 14 de octubre de 1994     |
| Suiza                        | viernes 14 de octubre de 1994     |
| Tailandia                    | sábado 17 de diciembre de 1994    |
| Taiwán                       | sábado 15 de octubre de 1994      |
| Turquía                      | viernes 11 de noviembre de 1994   |
| Uruguay                      | viernes 21 de octubre de 1994     |
| Venezuela                    | miércoles 16 de noviembre de 1994 |
| Serbia y Montenegro          | miércoles 13 de agosto de 1997    |

| País                                                                          | Fecha de estreno                 |
| ----------------------------------------------------------------------------- | -------------------------------- |
| Alemania                                                                      | jueves 13 de octubre de 1994     |
| Argentina                                                                     | jueves 6 de octubre de 1994      |
| Australia                                                                     | jueves 17 de noviembre de 1994   |
| Austria                                                                       | viernes 14 de octubre de 1994    |
| Bélgica                                                                       | miércoles 5 de octubre de 1994   |
| Belice · Costa Rica · El Salvador · Guatemala · Honduras · Nicaragua · Panamá | viernes 14 de octubre de 1994    |
| Brasil                                                                        | viernes 7 de octubre de 1994     |
| Bulgaria                                                                      | viernes 13 de enero de 1995      |
| Chile                                                                         | jueves 3 de noviembre de 1994    |
| Chipre                                                                        | viernes 25 de noviembre de 1994  |
| Colombia                                                                      | jueves 17 de noviembre de 1994   |
| Corea del Sur                                                                 | sábado 15 de octubre de 1994     |
| Croacia                                                                       | jueves 12 de enero de 1995       |
| Dinamarca                                                                     | viernes 7 de octubre de 1994     |
| Ecuador                                                                       | miércoles 19 de octubre de 1994  |
| Egipto                                                                        | lunes 17 de abril de 1995        |
| Eslovenia                                                                     | jueves 3 de noviembre de 1994    |
| España                                                                        | viernes 23 de septiembre de 1994 |
| Estados Unidos · Canadá                                                       | miércoles 6 de julio de 1994     |
| Estonia                                                                       | viernes 27 de enero de 1995      |
| Filipinas                                                                     | miércoles 26 de octubre de 1994  |
| Finlandia                                                                     | viernes 7 de octubre de 1994     |
| Francia                                                                       | miércoles 5 de octubre de 1994   |

| País                         | Fecha de estreno                  |
| ---------------------------- | --------------------------------- |
| Grecia                       | viernes 10 de febrero de 1995     |
| Hong Kong                    | jueves 15 de diciembre de 1994    |
| Hungría                      | jueves 8 de diciembre de 1994     |
| India                        | jueves 24 de noviembre de 1994    |
| Indonesia                    | martes 14 de marzo de 1995        |
| Israel                       | viernes 30 de septiembre de 1994  |
| Italia                       | jueves 20 de octubre de 1994      |
| Japón                        | sábado 11 de febrero de 1995      |
| Líbano                       | viernes 25 de noviembre de 1994   |
| Malasia                      | jueves 16 de marzo de 1995        |
| México                       | viernes 14 de octubre de 1994     |
| Noruega                      | viernes 30 de septiembre de 1994  |
| Nueva Zelanda                | viernes 28 de octubre de 1994     |
| Países Bajos                 | jueves 22 de septiembre de 1994   |
| Perú                         | viernes 21 de octubre de 1994     |
| Polonia                      | viernes 4 de noviembre de 1994    |
| Portugal                     | viernes 28 de octubre de 1994     |
| Reino Unido Irlanda          | viernes 7 de octubre de 1994      |
| República Checa · Eslovaquia | jueves 20 de octubre de 1994      |
| República Dominicana         | jueves 27 de octubre de 1994      |
| Rumania                      | viernes 24 de febrero de 1995     |
| Singapur                     | jueves 13 de octubre de 1994      |
| Sudáfrica                    | viernes 7 de octubre de 1994      |
| Suecia                       | viernes 14 de octubre de 1994     |
| Suiza                        | viernes 14 de octubre de 1994     |
| Tailandia                    | sábado 17 de diciembre de 1994    |
| Taiwán                       | sábado 15 de octubre de 1994      |
| Turquía                      | viernes 11 de noviembre de 1994   |
| Uruguay                      | viernes 21 de octubre de 1994     |
| Venezuela                    | miércoles 16 de noviembre de 1994 |
| Serbia y Montenegro          | miércoles 13 de agosto de 1997    |

### Premios
Además de los premios y nominaciones que figuran en las siguientes listas, Forrest Gump recibió el reconocimiento de ser incluida en varias de las prestigiosas listas del American Film Institute. Así, figura en el puesto 37.º de AFI's 100 años... 100 inspiraciones, en el 71.º de AFI's 100 años... 100 películas y en el 76.º en la edición décimo aniversario de esta misma lista. A ello se suma que la frase «Mamá dice que la vida es como una caja de bombones. Nunca sabes qué es lo que te va tocar» entró en el 40.º lugar en el listado AFI's 100 años... 100 frases. La revista británica Empire la incluyó en el número 240 de su lista de las 500 mejores películas de todos los tiempos.
En diciembre de 2011 la Biblioteca del Congreso de Estados Unidos seleccionó Forrest Gump para ser preservada en su National Film Registry, pues en opinión de esta institución el filme fue «reconocido por sus innovaciones técnicas (la inserción digital del protagonista en antiguas imágenes de archivo), su resonancia dentro de la cultura que ha elevado a Gump (y todo lo que él representa en términos de inocencia norteamericana) al estatus de héroe popular y su intento de conciliar de manera tanto cómica como seria los aspectos polémicos de la traumática historia de su tiempo».
| Año  | Categoría                            | Persona                                                | Resultado |
| ---- | ------------------------------------ | ------------------------------------------------------ | --------- |
| 1994 | Óscar a la mejor película            | Wendy Finerman Steve Tisch Steve Starkey               | Ganador   |
| 1994 | Óscar al mejor director              | Robert Zemeckis                                        | Ganador   |
| 1994 | Óscar al mejor actor                 | Tom Hanks                                              | Ganador   |
| 1994 | Óscar al mejor actor de reparto      | Gary Sinise                                            | Candidato |
| 1994 | Óscar al mejor guion adaptado        | Eric Roth                                              | Ganador   |
| 1994 | Óscar a la mejor banda sonora        | Alan Silvestri                                         | Candidato |
| 1994 | Óscar a la mejor fotografía          | Don Burgess                                            | Candidato |
| 1994 | Óscar a la mejor dirección de arte   | Rick Carter                                            | Candidato |
| 1994 | Óscar al mejor montaje               | Arthur Schmidt                                         | Ganador   |
| 1994 | Óscar al mejor maquillaje            | Daniel C. Striepeke Hallie D'Amore Judith A. Cory      | Nominados |
| 1994 | Óscar a la mejor edición de sonido   | Gloria S. Borders Randy Thom                           | Nominados |
| 1994 | Óscar al mejor sonido                | Randy Thom Tom Johnson Dennis Sands William B. Kaplan  | Nominados |
| 1994 | Óscar a los mejores efectos visuales | Ken Ralston George Murphy Stephen Rosenbaum Allen Hall | Ganadores |

| Año  | Categoría                                 | Persona                                  | Resultado |
| ---- | ----------------------------------------- | ---------------------------------------- | --------- |
| 1995 | Globo de Oro a la mejor película - Drama  | Globo de Oro a la mejor película - Drama | Ganadora  |
| 1995 | Globo de Oro al mejor director            | Robert Zemeckis                          | Ganador   |
| 1995 | Globo de Oro al mejor actor - Drama       | Tom Hanks                                | Ganador   |
| 1995 | Globo de Oro a la mejor actriz de reparto | Robin Wright Penn                        | Candidata |
| 1995 | Globo de Oro al mejor actor de reparto    | Gary Sinise                              | Candidato |
| 1995 | Globo de Oro al mejor guion               | Eric Roth                                | Candidato |
| 1995 | Globo de Oro a la mejor banda sonora      | Alan Silvestri                           | Candidato |

| Año  | Categoría                            | Persona                                                | Resultado |
| ---- | ------------------------------------ | ------------------------------------------------------ | --------- |
| 1994 | Óscar a la mejor película            | Wendy Finerman Steve Tisch Steve Starkey               | Ganador   |
| 1994 | Óscar al mejor director              | Robert Zemeckis                                        | Ganador   |
| 1994 | Óscar al mejor actor                 | Tom Hanks                                              | Ganador   |
| 1994 | Óscar al mejor actor de reparto      | Gary Sinise                                            | Candidato |
| 1994 | Óscar al mejor guion adaptado        | Eric Roth                                              | Ganador   |
| 1994 | Óscar a la mejor banda sonora        | Alan Silvestri                                         | Candidato |
| 1994 | Óscar a la mejor fotografía          | Don Burgess                                            | Candidato |
| 1994 | Óscar a la mejor dirección de arte   | Rick Carter                                            | Candidato |
| 1994 | Óscar al mejor montaje               | Arthur Schmidt                                         | Ganador   |
| 1994 | Óscar al mejor maquillaje            | Daniel C. Striepeke Hallie D'Amore Judith A. Cory      | Nominados |
| 1994 | Óscar a la mejor edición de sonido   | Gloria S. Borders Randy Thom                           | Nominados |
| 1994 | Óscar al mejor sonido                | Randy Thom Tom Johnson Dennis Sands William B. Kaplan  | Nominados |
| 1994 | Óscar a los mejores efectos visuales | Ken Ralston George Murphy Stephen Rosenbaum Allen Hall | Ganadores |

| Año  | Categoría                                 | Persona                                  | Resultado |
| ---- | ----------------------------------------- | ---------------------------------------- | --------- |
| 1995 | Globo de Oro a la mejor película - Drama  | Globo de Oro a la mejor película - Drama | Ganadora  |
| 1995 | Globo de Oro al mejor director            | Robert Zemeckis                          | Ganador   |
| 1995 | Globo de Oro al mejor actor - Drama       | Tom Hanks                                | Ganador   |
| 1995 | Globo de Oro a la mejor actriz de reparto | Robin Wright Penn                        | Candidata |
| 1995 | Globo de Oro al mejor actor de reparto    | Gary Sinise                              | Candidato |
| 1995 | Globo de Oro al mejor guion               | Eric Roth                                | Candidato |
| 1995 | Globo de Oro a la mejor banda sonora      | Alan Silvestri                           | Candidato |

| Año  | Categoría                            | Persona                                                            | Resultado |
| ---- | ------------------------------------ | ------------------------------------------------------------------ | --------- |
| 1994 | BAFTA a la mejor película            | BAFTA a la mejor película                                          | Candidata |
| 1994 | BAFTA al mejor director              | Robert Zemeckis                                                    | Candidato |
| 1994 | BAFTA al mejor actor                 | Tom Hanks                                                          | Candidato |
| 1994 | BAFTA a la mejor actriz de reparto   | Sally Field                                                        | Candidata |
| 1994 | BAFTA al mejor guion adaptado        | Eric Roth                                                          | Candidato |
| 1994 | BAFTA a la mejor fotografía          | Don Burgess                                                        | Candidato |
| 1994 | BAFTA al mejor montaje               | Arthur Schmidt                                                     | Candidato |
| 1994 | BAFTA a los mejores efectos visuales | Ken Ralston George Murphy Stephen Rosenbaum Allen Hall Doug Chaing | Ganadores |

| Año  | Categoría                               | Persona           | Resultado |
| ---- | --------------------------------------- | ----------------- | --------- |
| 1994 | Premio SAG al mejor actor protagonista  | Tom Hanks         | Ganador   |
| 1994 | Premio SAG al mejor actor de reparto    | Gary Sinise       | Candidato |
| 1994 | Premio SAG a la mejor actriz de reparto | Robin Wright Penn | Candidata |
| 1994 | Premio SAG a la mejor actriz de reparto | Sally Field       | Candidata |

| Año  | Categoría                            | Persona                                                            | Resultado |
| ---- | ------------------------------------ | ------------------------------------------------------------------ | --------- |
| 1994 | BAFTA a la mejor película            | BAFTA a la mejor película                                          | Candidata |
| 1994 | BAFTA al mejor director              | Robert Zemeckis                                                    | Candidato |
| 1994 | BAFTA al mejor actor                 | Tom Hanks                                                          | Candidato |
| 1994 | BAFTA a la mejor actriz de reparto   | Sally Field                                                        | Candidata |
| 1994 | BAFTA al mejor guion adaptado        | Eric Roth                                                          | Candidato |
| 1994 | BAFTA a la mejor fotografía          | Don Burgess                                                        | Candidato |
| 1994 | BAFTA al mejor montaje               | Arthur Schmidt                                                     | Candidato |
| 1994 | BAFTA a los mejores efectos visuales | Ken Ralston George Murphy Stephen Rosenbaum Allen Hall Doug Chaing | Ganadores |

| Año  | Categoría                               | Persona           | Resultado |
| ---- | --------------------------------------- | ----------------- | --------- |
| 1994 | Premio SAG al mejor actor protagonista  | Tom Hanks         | Ganador   |
| 1994 | Premio SAG al mejor actor de reparto    | Gary Sinise       | Candidato |
| 1994 | Premio SAG a la mejor actriz de reparto | Robin Wright Penn | Candidata |
| 1994 | Premio SAG a la mejor actriz de reparto | Sally Field       | Candidata |

## Formato casero
Forrest Gump se editó en formato VHS el 27 de abril de 1995 y al día siguiente se puso a la venta el Laserdisc compuesto por dos discos que incluían el reportaje Through the Eyes of Forrest. El 28 de agosto de 2001 apareció el DVD de la película, también con dos discos que incluían contenido como comentarios del director y el productor, imágenes del rodaje y pruebas de pantalla. El último formato en que ha aparecido la película para su reproducción doméstica es el Blu-Ray, que se puso a la venta en noviembre de 2009.

## Controversia con el escritor
Winston Groom recibió 350 000 dólares por los derechos de su novela Forrest Gump y firmó para recibir un 3 % de los beneficios netos del filme. Sin embargo, Paramount y los productores de la película no le pagaron, basándose en el peculiar sistema de contabilidad de Hollywood para alegar que con el exitoso filme habían perdido dinero. En contraste, Tom Hanks acordó ingresar una parte de los beneficios en lugar de un salario fijo, gracias a lo cual tanto él como el director Robert Zemeckis recibieron cada uno 40 millones de dólares. Además, no se mencionó a Winston Groom ni una sola vez en ninguno de los discursos de agradecimiento pronunciados en los seis premios Óscar con que fue galardonada la película.

## Simbolismo

### La pluma
Se le han dado diversas interpretaciones a la pluma llevada por el viento que aparece al principio y al final de la película. Sarah Lyall, del periódico The New York Times, reunió varias de estas explicaciones: «¿La pluma blanca simboliza la insoportable levedad del ser? ¿El intelecto deteriorado de Forrest Gump? ¿La aleatoriedad de la experiencia?». Hanks interpretó esa pluma así: «Nuestro destino solo se define por cómo barajamos los cambios en nuestra vida y eso es lo que encarna la pluma mientras es mecida por el viento. Puede aterrizar en cualquier lugar y lo hace a tus pies. Son muchas las implicaciones teológicas». Sally Field comparó la pluma con el destino: «Sopla el viento y cae aquí o allí. ¿Estaba planeado o solo fue casualidad?». El supervisor de efectos visuales Ken Ralston comparó esta pluma con una pintura abstracta: «Puede significar muchas cosas para muchas personas distintas».
La pluma aparece metida dentro de un libro titulado Jorge el curioso, el libro favorito de Forrest porque es el que su madre le leía de pequeño, lo que conecta esta escena con la infancia del protagonista. Dentro del libro la pluma aparece encima de un dibujo de un mono que camina sobre una cuerda floja. Fuera intencionado o no, la imagen es altamente simbólica. La pluma también tiene una correlación con la constante obsesión de Jenny por «convertirse en un pájaro y volar muy, muy lejos», debido al abuso sexual al que la sometió su padre. En la película llega tan lejos como para decirle a Forrest: «¿si saltara de un puente, podría volar?».

### Interpretaciones políticas
En palabras de Tom Hanks, «la película es apolítica y por lo tanto no contiene prejuicios». Sin embargo, en 1994 el programa de debate Crossfire, de la cadena de televisión CNN, debatió si el filme promovía valores conservadores o atacaba al movimiento contracultural de los años 1960. Thomas Byers, en un artículo para Modern Fiction Studies, afirmó que Forrest Gump era «una película agresivamente conservadora».
Se ha señalado que mientras Gump lleva un modo de vida muy conservador, su amiga Jenny lleva una existencia plenamente contracultural, con consumo de drogas y manifestaciones pacifistas, y que la boda final de ambos podría simbolizar una especie de reconciliación. En un artículo en el Cinema Journal, Jennifer Hyland Wang argumentó que la muerte de Jenny víctima de un virus desconocido «…simboliza la muerte de la América liberal y la muerte de las protestas que definieron la década de los 60». También señala que el guionista del filme, Eric Roth, mientras desarrollaba el libreto a partir de la novela «transfirió todos los defectos de Gump y todos los excesos cometidos por los norteamericanos en los 60 y 70 hacia ella [Jenny]».
Otras opiniones creen que la película pronostica la Revolución Republicana de 1994 y usa la imagen de Forrest Gump para promover sus valores tradicionales y conservadores. Jennifer Hyland Wang observa que el filme idealiza los años 50, como demuestra el hecho de que durante la infancia del protagonista no aparezca ni uno solo de los carteles que decían «solo blancos» y que eran muy comunes entonces, y revisita los años 60 y 70 como un período de cambio social y confusión. Argumenta que este marcado contraste entre décadas critica los valores de la contracultura y reafirma el conservadurismo, y que además la película fue usada por políticos republicanos para ilustrar «una versión tradicionalista de la historia reciente» (de los Estados Unidos) y atraer votantes para su ideología de cara a las elecciones al congreso. Además, el candidato a la presidencia Bob Dole citó el mensaje del filme como una influencia en su campaña debido a que este «ha convertido [a la película] en una de los mayores éxitos de Hollywood en toda su historia: no importa cuan grande sea la adversidad, el sueño americano está al alcance de todos».
En 1995 la revista National Review incluyó Forrest Gump en su lista «Las 100 mejores películas conservadoras» de todos los tiempos. Más tarde, en 2009, esta misma revista situó la película de Zemeckis en el cuarto lugar de entre las 25 mejores películas conservadoras del último cuarto de siglo. «Tom Hanks interpreta al protagonista del título, un burro amigable que es demasiado listo para abrazar los valores letales de los años 60. El amor de su vida, maravillosamente interpretado por Robin Wright, elige un camino distinto: se convierte en una hippie adicta a las drogas con resultados desastrosos».
Otros críticos ven las lecturas conservadoras de Forrest Gump como un indicativo de la muerte de la ironía en la cultura americana. Vivian Sobchack señala que el humor del filme y su ironía se basan en la presunción de la autoconsciencia histórica de los espectadores.

### Posible secuela
En 2001 Eric Roth escribió el guion de la secuela de la película, basado también en la continuación de la novela original, Gump and Co., publicada en 1995 por Winston Groom. El libreto de Roth comenzaba con Gump sentado en un banco a la espera del regreso de su hijo del colegio. Sin embargo, tras los atentados terroristas del 11 de septiembre, Roth, Zemeckis y Hanks decidieron que la historia ya no era relevante. A pesar de ello, en marzo de 2007 se llegó a decir que los productores de Paramount volvieron a echar un vistazo a ese guion.
En la primera página de Gump and Co., Forrest Gump dice a los lectores que «nunca dejes que nadie haga una película de tu vida, lo hagan bien o mal, no importa». En el primer capítulo de esta novela ya vemos que los eventos de la vida real que rodearon a la película han sido incorporados a su argumento y que Forrest ha sido el centro de atención de todo el mundo como resultado del estreno del filme. En esta segunda novela, Gump se encuentra con Tom Hanks y hacia el final del libro se narra el estreno de la película de Zemeckis, la visita de Gump al programa de televisión Late Show with David Letterman y su asistencia a la ceremonia de entrega de los premios Óscar.